# Microsoft Bookshelf
Microsoft Bookshelf è un pacchetto software introdotto a partire dal 1987 da Microsoft con il fine di incentivare la diffusione del CD-ROM come mezzo per il publishing elettronico. La versione originale per MS-DOS puntava a far vedere la grande capacità di memorizzazione della tecnologia CD-ROM, ed era eseguita mentre l'utente utilizzava uno dei 13 differenti software di videoscrittura supportati da Bookshelf. Le versioni successive furono sviluppate per Windows e divennero un successo commerciale, come parte del marchio Microsoft Home. Bookshelf era spesso distribuito in bundle con i nuovi personal computer come alternativa economica alla suite Encarta, tuttavia era distribuito in bundle anche con le versioni Encarta Deluxe Suite e Reference Library. È stata anche distribuita per un breve periodo di tempo la versione in italiano denominata DizioROM, che è tuttora introvabile in giro e sul web.

## Contenuti

### L'edizione originale
L'edizione originale del 1987 conteneva: 
- Il Thesaurus di Roget.
- Il dizionario dell'eredità americana della lingua inglese.
- l'Almanacco del mondo.
- Il Libro dei Fatti.
- Le quotazioni familiari di Bartlett.
- La 13ª edizione del manuale Chicago dello stile.
- L'elenco dei codici postali degli Stati Uniti.
- L'Houghton Mifflin Usage Alert.
- Il correttore e verificatore dello spelling della Houghton Mifflin.
- Fonti di informazione per il business.
- Forme e Lettere.

La versione per Windows di Bookshelf aggiungeva nuovi titoli, compreso: The Concise Columbia Encyclopedia. Negli anni seguenti, altri titoli furono aggiunti ed altri eliminati.

### La versione del 1994
Dal 1994, la versione in lingua inglese includeva:
- Columbia Dictionary of Quotations.
- The Concise Columbia Encyclopedia.
- L'Hammond Intermediate World Atlas.
- The People's Chronology.[4]

### La versione del 2000
Dal 2000, il pacchetto incluse:
- Encarta Desk Encyclopedia.
- Encarta Desk Atlas.
- Una specializzazione di Internet Directory.

### Le versioni successive
Nelle ultime edizioni della suite Encarta, Bookshelf venne rimpiazzato con Encarta Dictionary, una versione estesa rispetto alla versione stampata. Vennero sollevate controversie su tale decisione, perché i riferimenti ad altri libri forniti in Bookshelf che molti trovavano utili, come il dizionario delle citazioni ed Internet Directory, non esistono più.

## Tecnologia

### Motore di Bookshelf 1.0
Bookshelf 1.0 utilizzava una versione proprietaria del motore ipertestuale che Microsoft acquistò quando comprò la società Cytation nel gennaio del 1986.